# 俞天睦
俞天睦，美國外交官，曾任美國駐香港及澳門總領事館副總領事及美國駐阿根廷代理大使（臨時代辦）等職，亦曾於美國駐華大使館及美國駐上海總領事館服務。

## 生涯
俞天睦是密西根州底特律人，具有康乃爾大學傳播學學士和南卡羅來納大學國際商務碩士學位，通曉中文及西班牙文。1995年加入外交界服務後於美國駐香港總領事館展開首個海外勤務，其後又先後服務於美國駐智利大使館、駐華大使館等地。2002年至2004年間，他調回華府，從事拉丁美洲反恐議題相關工作，包括美國與阿根廷兩國間的合作事宜，並曾獲美國國務院最佳功勳榮譽獎。 2010年上海世界博覽會期間，他是美國駐上海總領事館新聞文化處長兼世博會美國國家館副總代表，並因此獲得公共外交校友協會全球成就獎。
離華之後，俞天睦加入夏威夷的美國太平洋陸軍司令部擔任外交政策顧問，獲頒美國國務院年度外交政策顧問獎和美國陸軍部傑出文職服務獎。2013年8月4日，他二度派赴駐香港總領事館，並擔任副總領事一職，2016年任滿，同年7月調至駐阿根廷大使館擔任副館長，任內更於2017年1月20日至2018年5月15日間擔任使館代理大使，代理期間結束後續任副館長，2019年結束任期，副館長遺缺由同樣曾有駐華經驗的羅美凱接替。